# Universidade de São Carlos da Guatemala
A Universidade de São Carlos da Guatemala (também conhecida e chamada pela sua sigla: USAC) é a maior e mais antiga universidade da Guatemala, sendo a única nacional nesse país centro-americano. A USAC é a quarta universidade fundada na América. Foi estabelecida na Capitania Geral da Guatemala durante o período colonial e se manteve como a única da Guatemala até 1954.
A sede principal se encontra na Ciudad Universitaria, na zona 12 da Cidade da Guatemala e conta com centros universitários em todos os departamentos da Guatemala, além de um centro universitário metropolitano onde funcionam a Faculdade de Medicina e a Escola de Psicologia.

## Unidades Acadêmicas
Na atualidade a Universidade de São Carlos da Guatemala conta com 36 unidades académicas:
- 10 Faculdades;
- 12 Escolas;
- 22 Centros Regionais;
- 1 Instituto Tecnológico Maya de Educação Superior;
- 1 Instituto Tecnológico Universitário Guatemala Sul; e
- 1 Departamento de transferência de tecnologia da USAC.